# 佐藤遙灯
佐藤 遙灯（さとう はると、2015年7月28日 - ）は、日本の子役。スペースクラフトジュニア所属。弟の佐藤大空（たすく）も子役、モデルで活動。

## 出演

### テレビドラマ
- #家族募集します（2021年7月9日 - 9月24日、TBS） - 赤城陽 役[2][3]
- ムチャブリ！わたしが社長になるなんて（2022年1月12日 - 、日本テレビ） - 佐々川航 役[4]
- 大河ドラマ 鎌倉殿の13人（2022年、NHK） - 鶴丸（幼少期） 役[5]
- 家庭教師のトラコ 第7話（2022年8月31日、日本テレビ） - 福田福多（幼少期） 役
- 監察医朝顔2022スペシャル（2022年9月26日、フジテレビ） - 岸川聡 役
- ザ・トラベルナース（2022年10月20日 - 12月8日、テレビ朝日） - 那須田歩（幼少期） 役
- 世にも奇妙な物語'22秋の特別編「わが様」 （2022年11月12日、フジテレビ） - わが様 役
- ペルソナの密告 3つの顔をもつ容疑者（2023年3月24日、テレビ東京） - 元村周太（小学生時代） 役
- ホスト相続しちゃいました 第4話 - 第6話（2023年5月9日 - 5月23日、関西テレビ・フジテレビ） - まーくん 役
- Dr.チョコレート 第5話・第6話・第9話（2023年5月20日・27日・6月17日、日本テレビ） - 白石勇気 役
- ハヤブサ消防団 第1話（2023年7月13日、テレビ朝日） - 三馬太郎（幼少期） 役
- ブラックポストマン 第4話・第5話（2023年9月8日・15日、テレビ東京） - 根本智輝 役
- ウルトラマンブレーザー（2023年10月21日、テレビ東京） - レン 役
- ハイエナ 第3話・第4話 （2023年11月3日・11月10日、テレビ東京） - 榎本雄弥（幼少期） 役
- 正直不動産2 第1話（2024年1月9日、NHK総合） - 田口櫂 役
- 婚活1000本ノック 第1話（2024年1月17日、フジテレビ） - 矢部 役
- 地獄の果てまで連れていく 第10話（2025年3月18日、TBS）- 花井誠（幼少期）役

### 映画
- 約束のネバーランド（2020年12月18日、東宝） - ジャスパー 役[6]

### CM
- エバラ食品工業「焼き肉のタレ 黄金の味」弟 役